# Mangalwar
Mangalwar (मंगलवाड़ en Hindi) est une petite ville du Rajasthan, district de Chittorgarh, sous-district de Dungla.

## Géographie
La ville est composée principalement de deux centres, Mangalwad Chauraha, (मंगलवाड़ चौराहा), le long de la Route nationale 76, et le bourg de Mangalwad situé 2 km au sud.

## Démographie
Le recensement de 2011, indique que 14 % des habitants sont déclarés intouchables (Scheduled Cast) et 6% tribaux 'Scheduled Tribe).
En 2011, 42 % de la population était illettrée.